# 佐々木銀弥
佐々木 銀弥（ささき ぎんや、1925年5月10日 - 1992年9月5日）は、日本史学者。名は「銀彌」とも。

## 経歴
山形県飽海郡遊佐村（現・遊佐町）生まれ。東京大学文学部国史学科卒、立正大学講師、助教授、茨城大学人文学部助教授を経て、中央大学文学部教授を務めた。1992年9月5日、呼吸不全のため死去。67歳没。

## 著書
- 『中世の商業』至文堂 日本歴史新書 1961、増補版1966
- 『荘園の商業』吉川弘文館 日本歴史叢書 1964、新装版1996
- 『戦国の武将　日本歴史全集 9』講談社 1969
- 『中世商品流通史の研究』法政大学出版局 叢書・歴史学研究 1972
- 『日本の歴史 13 室町幕府』小学館 1975
- 『日本商人の源流 中世の商人たち』教育社歴史新書 日本史 1981／ちくま学芸文庫 2022
- 『日本中世の都市と法』吉川弘文館 1994　ISBN　9784642027403。オンデマンド版 2021年　ISBN　	9784642727402
- 『日本中世の流通と対外関係』吉川弘文館 1994　ISBN　9784642027410。オンデマンド版　2021年　ISBN　9784642727419

### 共著編
- 『地方文化の日本史 第4巻 下剋上時代の文化』編 文一総合出版 1977
- 『図説 茨城県の歴史』(図説 日本の歴史8) 所理喜夫、網野善彦、佐久間好雄共著　河出書房新社、1995

## 参考
- 佐々木銀弥先生を悼む〔含 略年譜および主要著作目録〕藤野保 中央大学文学部紀要 1993-03
- 『戦国の武将』著者紹介
- 『人物物故大年表』